# Jádrové pohoří
Jádrové pohoří nebo jaderné pohoří v geologii označuje část pásemného pohoří, která se skládá z hornin původně tvořících dno sedimentačního prostoru („horniny spodní stavby“). Mezi takové horniny patří metamorfity a granitoidy.
O jádrových pohořích hovoříme např. při geologicko-geomorfologickém členění Karpat. V Západních Karpatech k nim patří např. Fatransko-tatranská oblast, ve Východních Karpatech třeba Rodna.
Označení jádrové pohoří je odvozeno podle strukturního elementu, odolných krystalinických hornin, které jsou zachovány a budují nejvyšší partie pohoří (tzv. jádro).